# ジョン・バロウマン
ジョン・バロウマン（John Barrowman、1967年3月11日 - ）は、スコットランド出身の俳優・ミュージカル俳優・ダンサー・歌手・TV司会者でイギリス・アメリカの両国で活躍している。現在はイギリス在住。1985年にアメリカ市民権を取得し、イギリス・アメリカの二重国籍を所有している。
バロウマンはイギリス・テレビ業界での俳優・パーソナリティとして最もよく知られている。TVでの代表作はSFTVドラマ『ドクター・フー』とそのスピンオフ作品『秘密情報部トーチウッド』のタイムトラベラージャック・ハークネス 役。また、有名人によるアイススケートショー番組『Dancing on Ice』に登場した他、『Live & Kicking』や『How Do You Solve A Problem Like Maria?』のような娯楽番組にも出演している。
ゲイであることを公表していて、2006年には同性愛者の人権運動団体Stonewall の"Entertainer of the Year"に、2006年11月にはBroadcast誌の"Hottest Commodity"の第3位に選ばれている。

## 生い立ち
バロウマンは、キャタピラー社に勤務する父とレコード店で働く母とともに、生まれ故郷のグラスゴーで8年間を過ごし、1975年に父の転勤でアメリカに渡った。続く数年間を彼はイリノイ州ジョリエットで過ごし、ジョリエット・ウェスト・ハイスクールを1985年に卒業した。彼の父はジョリオットにあるキャタピラー社のトラクター工場の前工場長である。バロウマンは高校入学当初からいくつかのミュージカルで役につき、1983年から1985年にかけて、『ハロー・ドーリー!』、『オリバー!』、『キャメロット』、『リリー・アブナー』、『エニシング・ゴーズ』に出演した。その後カリフォルニアのサンディエゴにある私立大学に進学し、1990年にはイギリスに戻っている。

## 俳優活動
バロウマンは、『エニシング・ゴーズ』(1989,2003)、『ミス・サイゴン』、『美女と野獣』、『マタドール』、『ヘアー』、『グリース!』、『サンセット大通り』、『オペラ座の怪人』（ラウル）といったウエストエンド・ミュージカルに出演している。1998年には『The Fix』でローレンス・オリヴィエ賞にノミネートされた。また彼は、『ロープ』などミュージカル以外の演劇でもウエストエンドの舞台に立っており、2005年の『ア・フュー・グッドメン』ではロブ・ロウと相対する役を演じている。最近ではニュー・ウィンブルドン・シアターで2005年-2006年クリスマスシーズンの『シンデレラ』に出演した。
ブロードウェイでは短期間ではあったが、ウエストエンドでも演じていた『サンセット大通り』のジョー・ギリス役で出演を果たした。それ以外のブロードウェイ出演は1999年-2000年のソンドハイムのレビュー『Putting it Together』のみである。2002年にはJ.F.ケネディ・センターでのSondheim Celebrationで、『カンパニー』の中心人物ボビー役を務めた。アメリカでのバロウマンは、おそらく低予算カルト映画『ディープ・ライジング-コンクエスト』の主演と、短期のプライムタイム・ソープオペラ、ヤスミン・ブリース主演『タイタンズ～欲望のラプソディ』(2000)や『Central Park West』への出演でもっとも知られていると思われる。
バロウマンはゲイで、アメリカの人気ドラマシリーズ『ふたりは友達? ウィル&グレイス』のウィル役の構想に上っていたが、プロデューサーの「（バロウマンの印象では）ストレート（異性愛者）すぎる」との考えから、ウィルはストレートのエリック・マコーマックが演じることとなった。「悲しいのはそれが同性愛者によってなされているってことだよ」と2006年1月の記事でバロウマンは発言している。後に彼は、ゲイの男はみな同じように振舞うものだという固定観念に対し異議を唱えた。
バロウマンはBBC1のSFテレビドラマシリーズ『ドクター・フー』(2005)ではジャック・ハークネス役として「空っぽの少年」を皮切りに続く5話に登場した。このキャラクターは翌年、現代のカーディフを舞台としたBBC3による『ドクター・フー』の大人向けスピンオフ作品、『秘密情報部トーチウッド』では、エイリアンの動きや犯罪を捜査する主役に据えられている。どちらのシリーズでも、ジャックはオムニセクシャルとして描かれている。また、バロウマンは2007年、2008年の『ドクター・フー』シリーズ3最終エピソード3本、シリーズ4最終エピソード2本、2010年新春スペシャル1本の計6本に出演している。
バロウマンの音楽的才能は映画において取り上げられ、コール・ポーターの伝記映画『五線譜のラブレター』ではケヴィン・クラインとのデュエットを披露し、『プロデューサーズ』では「春の日のヒトラー」を歌っている。また最近では、BBC1土曜夜の新シリーズとなるウエストエンドの役者たち出演のミュージカル音楽番組『The Sound of Musicals』に、司会をしながらパフォーマーとしても参加している。2006年-2007年冬の児童劇シーズンには、カーディフのニュー・シアターで『ジャックと豆の木』のジャック役を演じた。

## パーソナリティ活動
1993年から1994年にかけて、バロウマンはBBC初の子供向けバラエティ番組『Live & Kicking』がテレビゲーム番組『The Movie Game』へと変わる前に、アンディ・ピーターズ、エマ・フォーブスとともに司会を務めていた。また1990年後半には、Fiveのアフタヌーン・ショー『Five's Company』のレギュラープレゼンターの一人であった。
バロウマンは、2006年1月から2月にはITV 1の番組で、有名人たちがジェーン・トービル&クリストファー・ディーンのコーチを受けて実際のフィギュアスケート大会の多くの要素で競い合うアイススケートショー『ダンシング・オン・アイス』に参加した。バロウマンのパートナーは世界ジュニア選手権の金メダリストで3度のロシアチャンピオンに輝いたオルガ・シャルテンコであった。バロウマン&シャルテンコは本命視されていたのだが、2月4日、ステファン・ブース&クリスティーナ・カズンズと対戦し、3対2の判定で敗退することとなった。
2006年4月10日から14日には、バロウマンはITVの朝のトークショー『This Morning』で、イースター休暇のフィリップ・スコフィールドの代わりに司会を務め、5月1日から5日にはBBC CBeebiesでおとぎ話の朗読をした。また、2006年夏にはBBC 1のタレント発掘番組『How Do You Solve A Problem Like Maria?』でアンドリュー・ロイド・ウェバー、デヴィッド・イアン、ゾーイ・タイラーとともに審査員を務めた。
2006年12月31日、バロウマンは2度のテレビ出演を果たした。まずBBCのグロリア・ハニフォード司会の『Heaven and Earth』では、精神性とシビル・パートナーシップについて語った。次も同じくBBCの2006年のニュースを軽く振り返るグラハム・ノートン司会の単発番組『The Big Finish』に、クレイグ・レベル・ホーウッド、ルイス・ウォルシュとともにゲスト出演した。
2007年2月11日にはE!: Entertainment Televisionにて英国アカデミー賞授与式をルビー・ワックスとともに報じた。また、BBCラジオ2の毎週日曜のミュージカル・映画音楽番組エレイン・ペイジ・ショーで、2007年2月11日と18日の2週にわたりゲストプレゼンターを務めた。

## 私生活
バロウマンはイギリス人建築家スコット・ギルとは1991年にチチェスター・フェスティバル劇場での公演中に出会って以来のパートナーで、ロンドンとカーディフのベイ・エリアに家を持っている。
この長年の関係にもかかわらず、バロウマンはスコットランドヘラルド紙に対し「なんだって自分のことを嫌悪する信仰システムから"結婚"の承認をもらいたいと思うんだ？」と結婚する計画がないことを伝えていた。2006年12月27日、バロウマンとギルはシビル・パートナーとなりはしたものの、Attitude誌のインタビューで説明したとおり、二人はこれを結婚と呼ぶつもりはないそうだ。「僕らはただ市民登録にサインするだけだ。同性愛のパートナーシップに結婚の言葉を使うことを僕は支持していないから、式を挙げるつもりもないよ。」結局二人はカーディフで40人程度の身内だけで祝う小さな披露宴を開き、『ドクター・フー』と『トーチウッド』の製作総指揮ラッセル・T・デイビスと『トーチウッド』のレギュラーキャストも招待客として参列した。
このシビル・パートナーシップはOK! 誌によって取材され、2007年1月16日には披露宴の写真も掲載された。同誌2月7日号のインタビューでは、バロウマンはかつて語った同性結婚についての信念をくつがえしたようにも見て取れる。彼は記事中シビル・パートナーシップをそのまま結婚と呼び、パートナーのギルを夫と言い表した。
ドクター・フー・マガジンへの最近のインタビューでバロウマンは「（トーチウッドのディレクター、アシュリー・ウェイは）本当イイ男。好きだよ。いいケツしてるしね」とコメントし、またどれだけ前ドクター・フーのクリストファー・エクルストンと「セクシー」な現ドクター、デビッド・テナントが気に入っていたかを語ってみせた。彼はさらにきわどいコメントをしたため、マガジンのエディター、クレイトン・ヒックマンは「当誌は読者の年齢層を高めに想定してはいますが、内容の中には行き過ぎた表現を含むものがあったかもしれないことを謝罪いたします」との謝罪文を掲載する羽目になった。
2013年7月2日、バロウマンはパートナーであるギル・スコットとアメリカ合衆国カリフォルニア州で結婚した。結婚する直前、バロウマンは自らのTwitterで「僕たちはこれから結婚してくるよ。だって僕たちにも結婚ができるようになったんだからね」と結婚を報告。ツイートには2人が映ったビデオが添えられていた。

## 映像作品リスト
| 公開年および放送年 | Title                             | Type           | 役名                       | 外部リンクリンク・備考                          |
| ------------------ | --------------------------------- | -------------- | -------------------------- | ----------------------------------------------- |
| 2012               | ARROW/アロー                      | TV シリーズ    | マルコム・マーリン         | Arrow - IMDb（英語）                            |
| 2006               | 秘密情報部トーチウッド            | TV シリーズ    | ジャック・ハークネス       | Torchwood - IMDb（英語）                        |
| 2005               | プロデューサーズ                  | 映画           | リード・テナー             | The Producers - IMDb（英語）                    |
| 2005               | ドクター・フー                    | TV シリーズ    | ジャック・ハークネス       | シリーズ1から2009年度特別番組にかけて複数回出演 |
| 2004               | 五線譜のラブレター                | 映画           | ジャック/演奏家            | De-Lovely - IMDb（英語）                        |
| 2004               | Method                            | 映画           | レポーター                 | Method - IMDb（英語）                           |
| 2002               | ディープ・ライジング コンクエスト | 映画           | ベン・カーペンター         | Shark Attack 3: Megalodon - IMDb（英語）        |
| 2000               | タイタンズ～欲望のラプソディ      | TVシリーズ     | ピーター・ウィリアムズ     | Titans - IMDb（英語）                           |
| 2000               | Putting It Together               | 舞台映像       | 青年                       | Putting It Together - IMDb（英語）              |
| 1998               | Hey, Mr Producer!                 | コンサート映像 | ―                          | Hey Mr Producer - IMDb（英語）                  |
| 1996               | Central Park West                 | TVシリーズ     | ピーター・フェアチャイルド | Central Park West - IMDb（英語）                |
| 1987               | アンタッチャブル                  | 映画           | (表示なし)                 | The Untouchables - IMDb（英語）                 |

## 音楽作品リスト
| Artist         | Title                                                         | Date       | Label                | More information |
| -------------- | ------------------------------------------------------------- | ---------- | -------------------- | ---------------- |
| John Barrowman | Aspects of Lloyd Webber                                       | 2007/3/19  | Jay                  | ASIN B000MTOQL8  |
| V.A.           | The Producers (Original Motion Picture Soundtrack)            | 2005/11/22 | Sony                 | ASIN B000BJS4TE  |
| V.A.           | The Essential Songs of Andrew Lloyd Webber                    | 2005/10/25 | Metro Triples        | ASIN B000B9G6O4  |
| John Barrowman | Swings Cole Porter                                            | 2004/10/5  | First Night          | ASIN B0002YLDN2  |
| V.A.           | The Musicality of Lloyd Webber                                | 2003/11/24 | Jay                  | ASIN B00005YE50  |
| V.A.           | Anything Goes (2003 National Theatre's London Cast Recording) | 2003/9/22  | First Night          | ASIN B0000B17RE  |
| John Barrowman | Reflections From Broadway                                     | 2000/2/15  | That's Entertainment | ASIN B00003TFLM  |
| V.A.           | The Fix                                                       | 1998/3/10  | Relativity           | ASIN B0000064SV  |
| John Barrowman | Songs From Grease (1994 London Studio Cast)                   | 1996/4/9   | Jay                  | ASIN B000005BHP  |
| V.A.           | Songs from Godspell                                           | 1995/1/1   | Showtime!            | ASIN B000024QAO  |
| V.A.           | Centennial Gala Concert                                       | 1992/3/10  | Teldec               | ASIN B000000SGH  |